# 劉人語
劉人語（英語：Ren Yu-Liu，2001年10月10日—），中國女創作歌手、演員，現為活力時代旗下藝人。

## 經歷
劉人語在2015年5月進入ETM活力時代成為付費練習生，同年7月成為簽約練習生。2017年7月，她以ETM OrangE首批小分隊成員活動，11月18日發表首支廣告曲《咪咕圈圈》。2018年2月26日，她又成為ETM氧氣少女計畫其中一員，同年4月21日參加騰訊視頻女子偶像團體養成競技類節目「創造101」，最終獲得了第13名的成績；8月24日於成都ETM公演星耀秀上宣布跟蘇芮琪組成雙人小分隊出道，9月30日則與蘇芮琪、羅奕佳、張靜萱及吉利組成女團Chic Chili，並在10月10日發行首支個人單曲《LRY》。

### 創造101時期
劉人語在第一期以評級考核第二天首位評級A成為A班選手晉級，但因節目剪輯導致畫面幾乎遭刪減。第二期主題曲評級，成功留守A班，成為節目中僅有5位導師評級的"雙A"選手。第三期以導師評選能力C位第3名成為第一次公演C位。第四期順位發布以413萬票位列第22名，成功晉級55強。第五期被分配至創作組，導師胡彥斌提議使用劉人語原創歌曲《麻煩少女》下去修改。第六期公演以526票成為該組"點讚王"。第七期順位發布以1500萬票位列第15名，成功晉級36強。第九期順位發布以接近2800萬票位列第13名，晉級前22強。第十期決賽，最終以71191950票，位列第13名，未能成團。
此外，劉人語原為出道熱門人選，但在創造101決賽直播途中顯示點贊數為73853280票，最終顯示得票數卻不增反減的少了270萬票，大批網友懷疑節目組造假黑幕，隨後節目組僅在官方微博聲稱選手劉人語的點贊數據由於技術原因發生錯誤，並進行了票數修正，由7300多萬票變為6500多萬票，但此聲明並未讓眾人信服。

## 音樂作品

### 個人單曲
| 年份           | 專輯名稱 | 作品名稱 | 詞/曲  |
| 2018年10月10日 | LRY      | LRY      | 劉人語 |
| 2021年10月9日  | 局部任性 | 局部任性 | 劉人語 |
| 2018年12月18日 | 無人島   | 無人島   | 劉人語 |

### 團體單曲
| 年份           | 作品名稱          | 詞/曲                                                      | 演唱人                                                 | 備註                            |
| 2017年11月18日 | 咪咕圈圈          | 詞:曾颺 曲:Park Seong Soo                                  | 劉人語、蘇芮琪、羅奕佳、張靜萱、顏可欣、馬興鈺         | 咪咕圈圈社交平台同名主題曲      |
| 2018年1月5日   | Touch the sky     | 詞:曾颺 曲:Park Seong Soo                                  | 劉人語、蘇芮琪、羅奕佳、張靜萱、顏可欣、馬興鈺、俞夢   | ETM家族首支單曲                 |
| 2018年7月24日  | 一直一起          | 詞:劉人語/蘇芮琪 曲:Park Seong Soo/Y2H                     | 劉人語、蘇芮琪、羅奕佳、張靜萱、王雅凜、顏可欣、馬興鈺 | ETM女孩給粉絲的答謝曲           |
| 2018年8月8日   | 奕跑青春          | 詞:唐冠元 曲:Park Seong Soo/PD Diao/KEER                   | 劉人語、蘇芮琪、羅奕佳、張靜萱、王雅凜                 | 東風悅達起亞SUV奕跑主題曲       |
| 2018年8月20日  | 夢想時代          | 詞:劉人語 曲:Park Seong Soo/Cimber/mOnSteR NO.9            | 劉人語、蘇芮琪、羅奕佳                                 | QQ炫舞系列主題曲                |
| 2018年9月26日  | 發光少女ShinyGirl | 詞:唐冠元 曲:Park Seong Soo                                | 劉人語、蘇芮琪、李子璇、吳芊盈                         | innisfree悅詩風吟少女精華主體曲 |
| 2018年11月19日 | Chic Chili        | 詞:王雅君 曲:G-high/Choi YK/Nopari                         | Chic Chili                                             | Chic Chili首支同名單曲          |
| 2018年12月29日 | 冒險藍圖          | 詞:林理惠/杨翰嘉 曲:Wildpig/Hongki-Human                   | Chic Chili                                             | Chic Chili發佈的新年單曲        |
| 2019年2月18日  | 星辰              | 詞：王雅君 Rap填詞：PD Diao/唐冠元/張暢 曲：Steven Solomon | ChicChili S&R                                          | ChicChili S&R 單曲              |

### 原創歌曲
| 作品名稱     | 詞/曲                                                  | 備註                                             |
| 小天真       | 劉人語                                                 | 創造101首期評級表演過                            |
| 原版麻煩少女 | 詞/曲:劉人語                                           | 2018ETM夏季公演首次演唱                          |
| 麻煩少女     | 詞:劉人語/談楚然/陳意涵/楊超越/許詩茵/鹿小草 曲:胡彥斌 | 創造101第二次公演曲目                            |
| SAME         | 詞/曲:劉人語 RAP:蘇芮琪                                | Chic Chili(S&R小分隊)歌曲 2018夏季公演發表試聽版 |

### 電影單曲
| 電影名稱   | 作品名稱   | 演唱人                                                     | 詞/曲                                                               |
| 一吻定情   | 心跳的證明 | 劉人語                                                     | 詞/曲：余一霞、高敏倫、侯志堅、林冠吟/高敏倫、侯志堅, 編曲者:周菲比 |
| 新喜劇之王 | 疾風       | 疾風少女（劉人語 李子璇 呂小雨 陳芳語 戚硯笛 高穎浠 王菊） | 詞/曲：翟劍/Chris Babida, 原作詞：林振強                            |

### 網劇單曲
| 網劇名稱           | 作品名稱       | 演唱人 | 詞/曲                                             |
| 梦回               | 觸摸的氣息     | 劉人語 | 詞:孫艾藜/林喬/韓韻心，曲：孫艾藜，编曲者：程天禹 |
| 致我們甜甜的小美滿 | 甜甜的小美滿   | 劉人語 | 劉人語                                            |
| 暖暖，請多指教     | 一首暖暖的     | 劉人語 | 詞：薩吉 曲：HWANG YONG JU 編曲：金大淵D-Jin      |
| 愛情應該有的樣子   | Lemon and soda | 劉人語 | 詞：陳嬛 曲：邱彥誠 編曲：吳思毅                  |

## 影視作品

### 網絡劇
| 首播年份 | 戲劇名稱             | 角色   |
| 2020年   | 致我们甜甜的小美满   | 周筱   |
| 2021年   | 聲戀時代             | 何朝朝 |
| 2023     | 我的女友们(網絡短劇) | 张艺馨 |
| 2023     | 异人之下             | 柳妍妍 |
| 待播     | 寻宋                 |        |

### 電影
| 首映年份 | 戲劇名稱           | 角色 |
| 待上映   | 假如给我一个女朋友 |      |

### 綜藝
| 年份   | 日期              | 電視台   | 節目名稱       | 備註                        |
| 2018年 | 4月21日 - 6月23日 | 騰訊視頻 | 創造101        | 做為學員參與 最終獲得第13名 |
| 2018年 | 8月2 - 9日        | 騰訊視頻 | 不可思議的媽媽 |                             |
| 2021年 | 9月14日－         | 愛奇藝   | 機智的戀愛     | 戀愛偵探員                  |

### 團體綜藝
| 年份   | 開播日期    | 參與集數        | 節目名稱                             |
| 2017年 | 6月30日     | 12集            | Hello OrangE 第一季                  |
| 2017年 | 8月26日     | 9集             | 肉一的卡拉OK                         |
| 2017年 | 9月16日     | 22集            | Hello OrangE 第二季 酥肉CP的夏日旅行 |
| 2017年 | 12月30日    | 24集            | Hello OrangE 第三季                  |
| 2018年 | 1月4日      | 30集            | 天空練習室                           |
| 2018年 | 2月2日      | 5集             | 卡拉沃克                             |
| 2018年 | 4月22日     | 9集             | 氧氣少女的遊戲時間                   |
| 2018年 | 6月5日      | 6集             | 小橘子其樂無窮 番外篇                |
| 2018年 | 7月4 - 28日 | 4集             | 伊特姆聊天室 FM103                   |
| 2018年 | 8月11日     | 9集             | Hello OrangE 第四季                  |
| 2018年 | 10月13日    | 12集            | 西可西麗 GAMES（CCGames）            |
| 2018年 | 12月8日     | 10集            | 西可西麗旅行記第一季(港澳)           |
| 2019年 | 3月16日     | 每周六19:00更新 | 西可西麗旅行記第二季(雲南雙西版納)   |

## 演唱会

### 弦的语言巡回演唱会
| 日期          | 城市 | 场地                           | 备注   |
| 2023年5月20日 | 重庆 | VOX LIVEHOUSE                  |        |
| 2023年5月21日 | 成都 | MAO Livehouse                  |        |
| 2023年5月27日 | 北京 | 乐空间                         | 已延期 |
| 2023年6月2日  | 苏州 | MAO Livehouse                  |        |
| 2023年6月4日  | 上海 | 瓦肆 VAS                       |        |
| 2023年6月16日 | 厦门 | RealLive And Books             |        |
| 2023年6月16日 | 广州 | 疆进酒 OMNI SPACE              |        |
| 2023年6月18日 | 深圳 | HOU LIVE X Mixc cube（春笋店） |        |

## 外部連結
- 劉人語的新浪微博
- 劉人語的Instagram帳戶